# Lithodora
Lithodora es un género de plantas con flores perteneciente a la familia Boraginaceae. Comprende 17 especies.

## Descripción
Forma matas setoso- híspidas. Hojas sentadas. Las inflorescencias en cimas bracteadas. Cáliz dividido casi hasta la base. Corola infundibuliforme, sin anillo basal. Los frutos son núculas oblongoideas, con quila ventral muy marcada.

## Taxonomía
El género fue descrito por  August Heinrich Rudolf Grisebach y publicado en Spicilegium florae rumelicae et bithynicae . . . 2: 85. 1844.

## Especies seleccionadas
- Lithodora calabra
- Lithodora consobrina
- Lithodora cyrenaica
- Lithodora diffusa (Lag.) I.M.Johnst.
- Lithodora fruticosa(L.) Griseb.
- Lithodora hispidula (Sibth. & Sm.) Griseb.
- Lithodora nitida (Ern.) R.Fern.
- Lithodora oleifolia (Lapeyr.) Griseb.
- Lithodora prostrata (Loisel.) Griseb.
- Lithodora rosmarinifolia (Ten.) I.M.Johnst.
- Lithodora zahnii (Heldr. ex Halácsy) I.M.Johnst.